# Кипець сизий
Кипець сизий (Koeleria glauca) — вид рослин родини тонконогові (Poaceae), поширений у помірній Європі й Азії.

## Опис
Багаторічна трав'яниста рослина 25–55 см заввишки; росте в скупченнях або пучках. Безплідні пагони разом з листками 4–10 см завдовжки. Кореневище коротке або витягнуте. Стебла прямостійні, майже на всій довжині запушені. Листові піхви голі або запушені. Лігула 1 мм завдовжки. Листки більшою частиною волосисті. Листові пластини згорнуті, 2–5 см × 1–2 мм, жорсткі, сірувато-зелені. Волоть до 5–10 см завдовжки. Нижня квіткова луска коротко волосиста. Пиляків 3.

## Поширення
Поширений у помірній Європі й Азії, від Іспанії до Монголії; також кільтивується.
В Україні зростає на борових пісках — у Поліссі та західних лісових районах, досить часто; на пісках долини Дніпра і деяких його правобережних приток просувається на південь в межі Лісостепу; ізольовані місця зростання є на півночі Лівобережної Степу (Вовчанський та Чугуївський р-ни Харківської обл.).

## Галерея

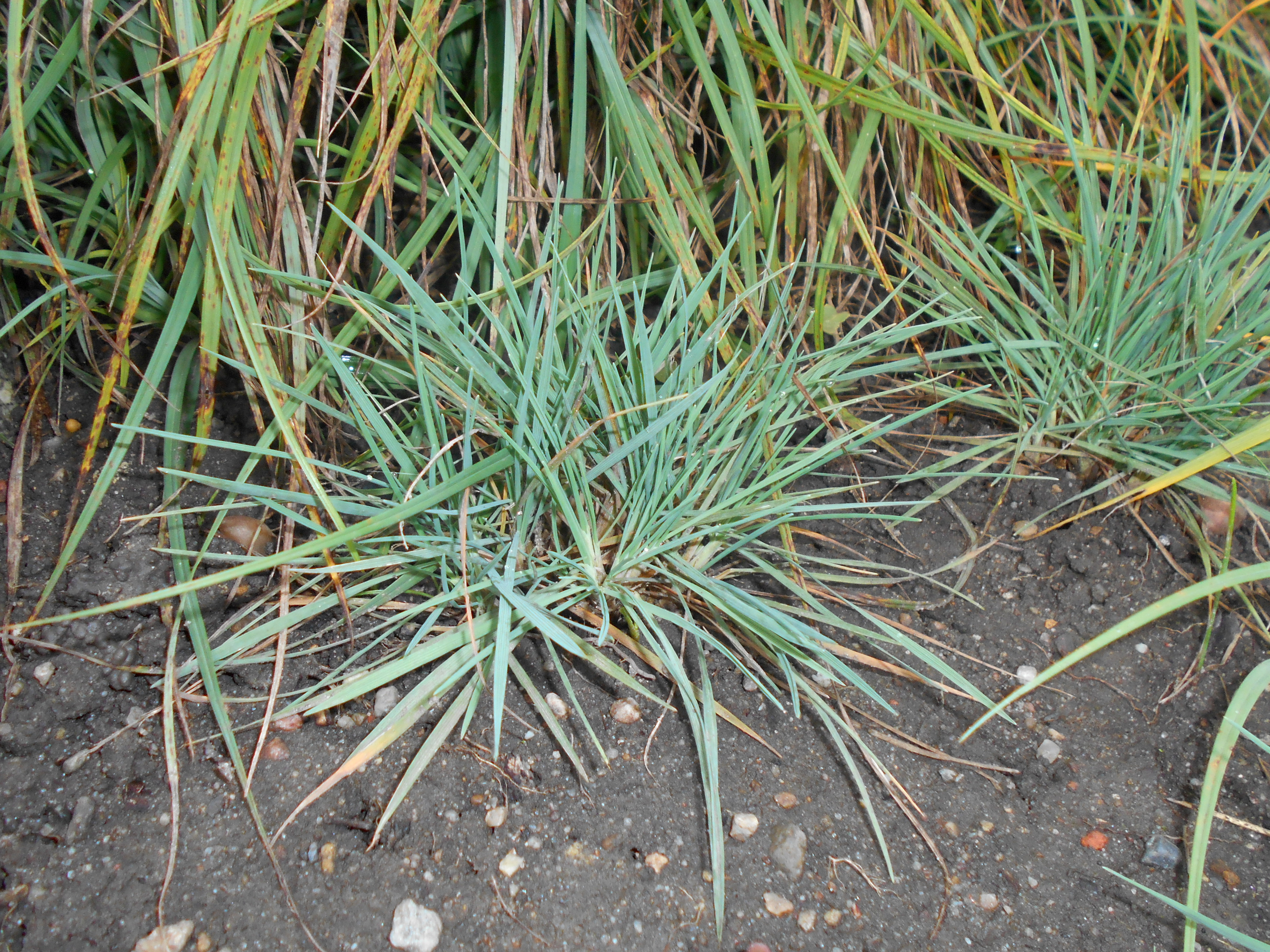
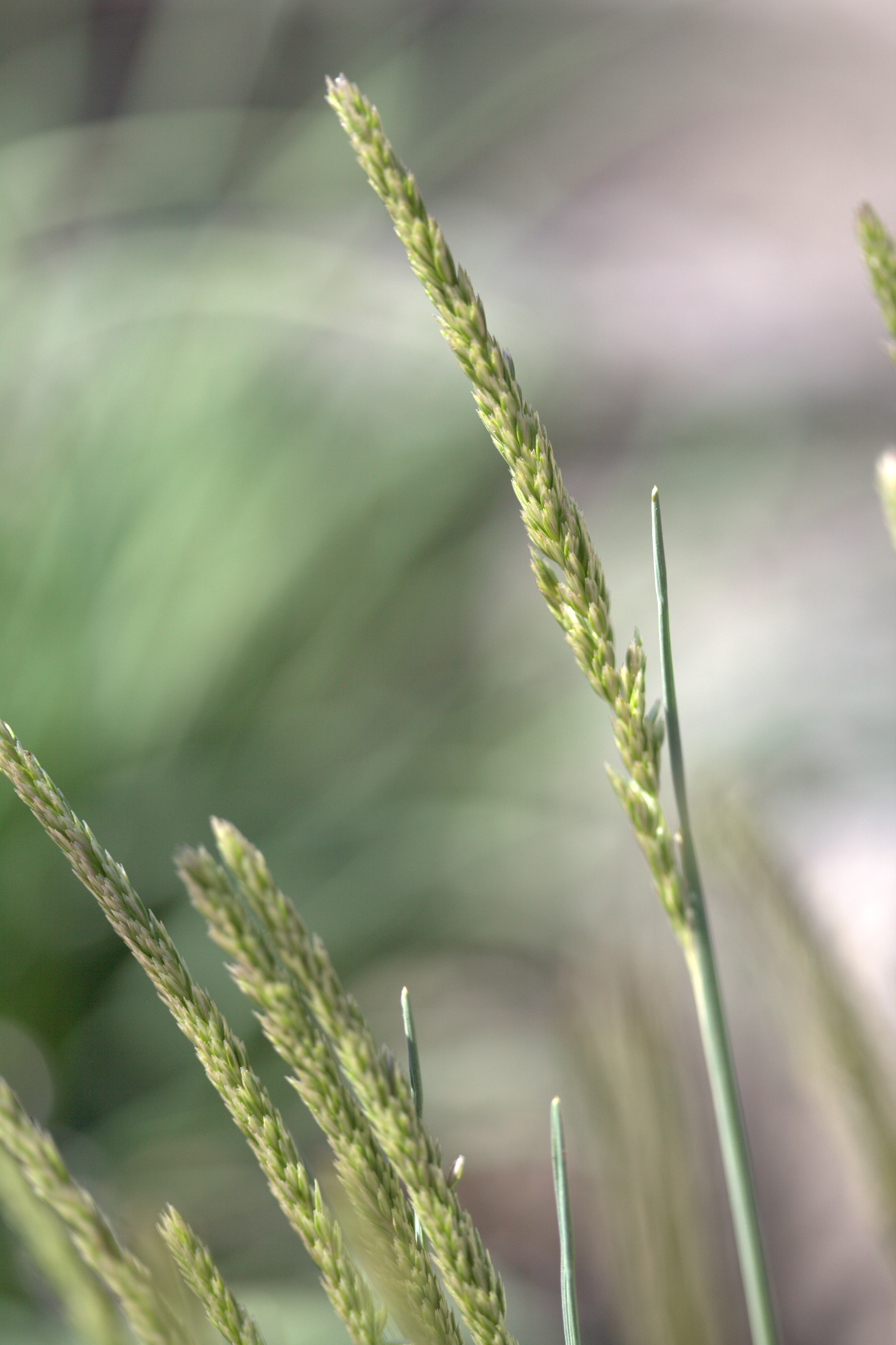